# 大分県道411号中津山国自転車道線
大分県道411号中津山国自転車道線（おおいたけんどう411ごう なかつやまくにじてんしゃどうせん）は、大分県中津市を通る一般県道（自転車道）である。

## 概要
中津市沖代町一丁目から中津市山国町守実に至る。
大分交通耶馬渓線の鉄道跡を転用して大規模自転車道として整備された道路で、メイプル耶馬サイクリングロードやメイプル耶馬サイクルラインの愛称が与えられている。
日本新三景や日本三大奇景に数えられる名勝としての耶馬渓の自然美、風光明媚な青の洞門やアーチが美しい耶馬渓橋といった観光資源、自転車道の起源となっている耶馬渓鉄道の施設として建設され、その後に国の登録有形文化財に登録された一号厚ヶ瀬トンネル、二号厚ヶ瀬トンネル、平田駅ホームや、土木学会の近代土木遺産に選定された第二山国川鉄橋などの歴史的資産を併せ持つ。
大規模自転車道としての評価は高く、日本経済新聞社と日経BPが共同運営するNIKKEI STYLEにおいて2003年に企画された「お薦めのサイクリングコース」では、自転車の製造・販売・報道などの専門家からなる選者により第1位に選出され、7年後の2010年に再び企画された「おすすめのサイクリングコース」でも大規模自転車道の中から第2位として紹介された。

### 路線データ
- 起点：大分県中津市[14]沖代町一丁目[15]（国道213号交点、大分県道675号臼木沖代線終点）
- 終点：大分県中津市山国町守実[2]
- 重要な経過地 : なし[16]
- 総延長：34.8 km[1]

## 歴史

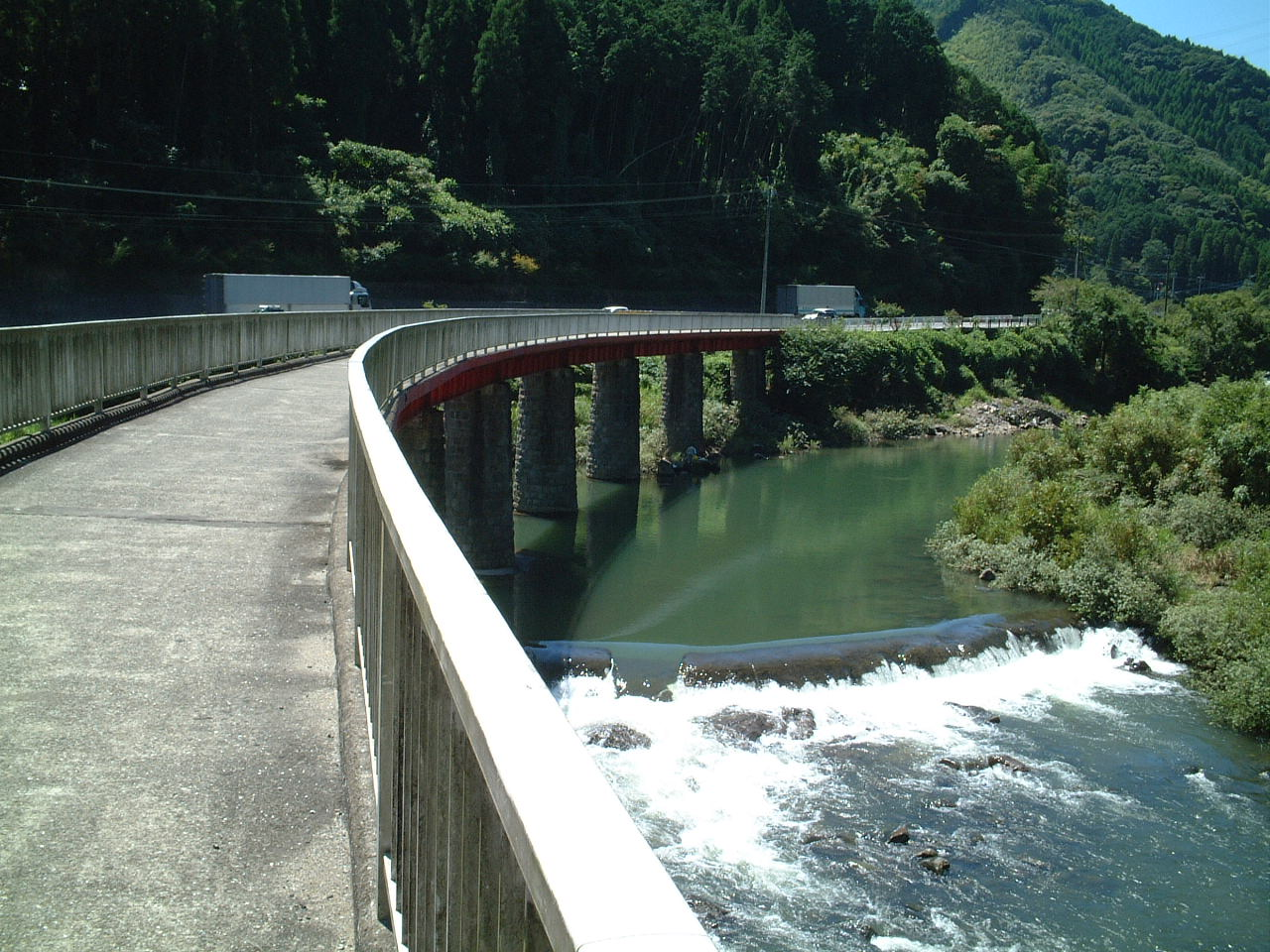
第二山国川鉄橋

1971年（昭和46年）に一部廃止された大分交通耶馬渓線の線路敷を転用して1972年（昭和47年）より自転車道として整備着手し、建設省（当時）の施策として1973年に開始した大規模自転車道整備事業に組み込まれた。
自転車道の中核基地として耶馬溪サイクリングターミナルが1975年（昭和50年）に開設され、また、同年の大分交通耶馬渓線全線廃止を経て、1982年（昭和57年）に現在の形として整備完了した。
2012年（平成24年）7月に発生した平成24年7月九州北部豪雨による被害は甚大で、路線の一部を構成している第二山国川鉄橋は一部橋脚の崩壊と56 mにわたって橋桁が流失したため、復旧には1億2300万円の修繕費用と1年10か月の期間を要したほか、全線再開後も自転車道全体の復旧工事は2018年（平成30年）頃まで約6年間続けられた。

### 年表
- 1971年（昭和46年）10月1日 - 大分交通耶馬渓線のうち、終点側の野路 - 守実温泉間25.7 kmが廃止。
- 1972年（昭和47年） - 自転車道として整備着手。
- 1974年（昭和49年）4月2日 - 大分県が本耶馬渓山国自転車道線（下毛郡本耶馬渓町 - 下毛郡山国町、整理番号411）として県道路線認定[16]。
- 1975年（昭和50年）
  - 3月 - 耶馬溪サイクリングターミナル開設。
  - 10月1日 - 大分交通耶馬渓線の残部である中津 - 野路間10.4 kmが廃止に伴い、全線廃止。
- 1982年（昭和57年） - 自転車道として整備完了。
- 2012年（平成24年）7月 - 平成24年7月九州北部豪雨により山国川に架かる第二山国川鉄橋（約140メートル）の約半分が崩落、流失[22]。
- 2014年（平成26年）6月1日 - 第二山国川鉄橋が復旧し、全線再開[20]。

## 路線状況
中津市沖代町一丁目から同市三光臼木にかけては大分県道675号臼木沖代線と並走し、一部は国道212号とも並走する。
総延長約35 kmのうち、三光地区の一部や終点側の中津市本耶馬渓町から同市山国町にかけての計約22 kmは自転車専用道路として整備されている。また、鉄道跡を整備して作られているため、勾配は緩やかである。
台湾や韓国、シンガポール、香港、中国など、アジアからの訪日外国人旅行の増加や、ラグビーワールドカップ2019や2020年東京オリンピックを契機に増加が見込まれる欧米からの訪日外国人旅行をにらみ、沿線の案内標識の日英2ヶ国語化を推進している。
中津市発行のガイドマップがサイクリングロードの行程としている中津駅から旧守実温泉駅までの区間距離
| 地点名                       | 区間距離 | 起点からの 距離 |
| ---------------------------- | -------- | --------------- |
| 中津駅                       |          |                 |
| 三光支所                     | 6.3 km   | 6.3 km          |
| 厚ヶ瀬トンネル               | 5.1 km   | 11.4 km         |
| 青の洞門                     | 3.3 km   | 14.7 km         |
| 平田宿場                     | 5.6 km   | 20.3 km         |
| 第二山国川橋                 | 3.7 km   | 24.0 km         |
| 耶馬溪サイクリングターミナル | 1.2 km   | 25.2 km         |
| 下郷宿場                     | 3.3 km   | 28.5 km         |
| 旧守実温泉駅                 | 7.5 km   | 36.0 km         |

## 地理

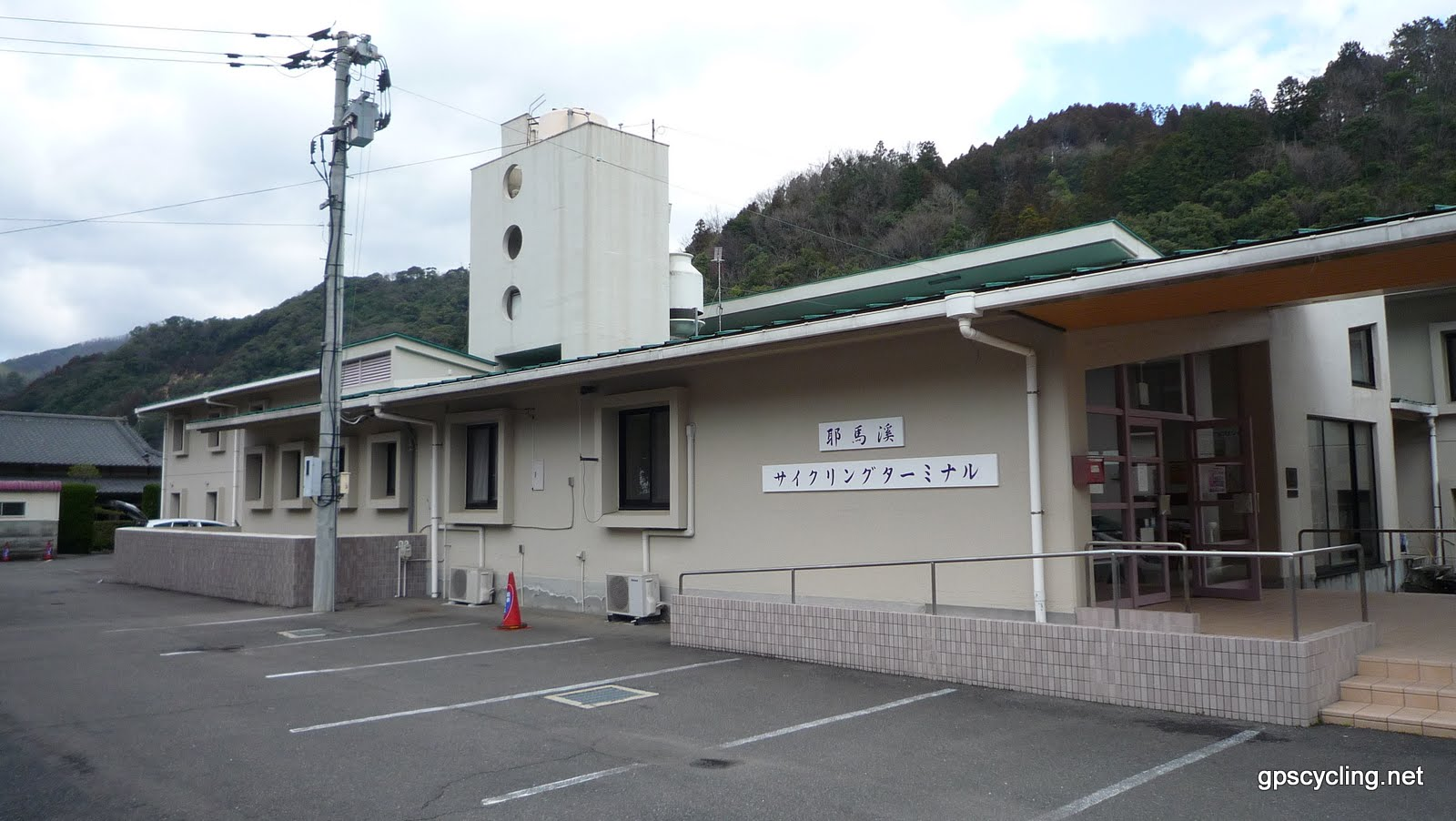
耶馬溪サイクリングターミナル

起点側の中津駅周辺では、中津城や福澤諭吉旧居などをまわる史跡めぐりコースも設定されているほか、耶馬溪サイクリングターミナルを起点に青の洞門や耶馬渓橋などの本耶馬渓方面、道の駅やまくにやコアやまくになどの山国方面、耶馬溪ダム周遊などの初心者や家族向けのモデルコース、峠を越えるなどして玖珠郡玖珠町域や宇佐市院内町域を跨ぐ上級者向けのモデルコースが用意されており、青の洞門サイクリングセンター風水園、耶馬溪サイクリングターミナル、やすらぎの鄕やまくにの3箇所でレンタサイクルを実施している。

### 通過する自治体
路線認定された1974年（昭和49年）当時は、中津市、下毛郡三光村、同郡本耶馬渓町、同郡耶馬溪町および同郡山国町を通過する路線であったが、平成の大合併により2005年（平成17年）3月1日より全区間が中津市域となった。
- 大分県
  - 中津市

### 沿線
- 中津駅
- 中津城
- 福澤諭吉旧居
- 八面山
- 耶馬渓橋（オランダ橋）
- 青の洞門
- 道の駅耶馬トピア
- 羅漢寺橋
- 羅漢寺
- 馬渓橋
- 耶馬溪ダム
- 道の駅やまくに
- コアやまくに